# Sphagnum gordjogini
Sphagnum gordjogini là một loài rêu trong họ Sphagnaceae. Loài này được Semenov mô tả khoa học đầu tiên năm 1921.